# 佐伯真唯子
佐伯 真唯子（さえき まゆこ、3月31日 - ）は、株式会社ヴィエリスの元代表取締役社長兼CEO、FOUNウィメンズダイヤモンドコミッティチーフコーディネーター。

## 経歴
エステサロンの管理職を経て、創業メンバーとして脱毛サロンキレイモなどを運営する株式会社ヴィエリスに参画。営業統括本部長、COOを経て2019年に代表取締役社長兼CEOに就任。
2021年11月、ヴィエリス売却後、退任。

## 人物

### エピソード
愛犬を非常に可愛がっており、周囲に「親バカ」だと思われている。犬も褒めると“超ドヤ顔”になることから、自己肯定感は人にも犬にも大切だと信じている。

## 選出
- 第1回「国際女性デー HAPPY WOMAN AWARD 2019 for SDGs」で「HAPPY WOMAN」に選出 (2019年3月8日)[4]
- アンワルル・チョウドリー国連大使からの指名でFOUNウィメンズダイヤモンドコミッティ チーフコーディネーターに就任(2019年6月6日)[5]

## 登壇
- 「2018国連ニューヨーク本部SDGs推進会議」にてジェンダー平等や女性力の推進などをテーマとしたスピーチ(2018年5月31日)[6]
- 「2019国連ニューヨーク本部SDGs推進会議」にてSDGsに対する取組の報告、女性のエンパワーメントに関する委員会設立に向けての想いをスピーチ(2019年6月6日)[7]
- 「第30回 マイナビ 東京ガールズコレクション 2020 SPRING/SUMMER」でインポスター症候群の取り組みを発表(2020年2月29日)[8]